# 柄帶紋胸鮡
柄帶紋胸鮡，為輻鰭魚綱鯰形目鮡科的其中一種，為熱帶淡水魚類，分布於亞洲越南Se Sap河流域，體長可達9.2公分，棲息在底層水域，生活習性不明。